# Azzi

L'Imperi hitita en la seva màxima extensió sota Suppiluliuma I (c. 1350–1322 aC), la regió al nord d'Ishuwa i Altxe es creu que va ser la ubicació de Hayasa-Azzi

Azzi era un país al nord de l'Eufrates de la regió de la moderna Tunceli (abans Dersim) i al sud del país d'Haiasa (Hayasa, al sud de la regió de Trebisonda)
Eren un país guerrer, i poc després de l'any 1400 aC el rei hitita Tudhalias III (1400-1380 aC), juntament amb el seu fill Subiluliuma (després Subiluliuma I), van fer una campanya per combatre les forces hostils que habitaven el nord d'Hattusa. Van fer matances importants, sobretot al país dels kashka, i Subiluliuma va marxar contra Azzi per posar-lo sota control hitita.
El rei Mursilis II (1347 aC-1320 aC) al desè any del seu regnat, va fer una expedició contra Azzi, i en un principi les tropes enemigues no li van presentar batalla i es van retirar a les seves fortaleses. Mursilis diu que només va lluitar contra les fortaleses d'Aripsa i Duskamma. Hi va tornar una segona vegada per la primavera. Azzi estava governat per un rei anomenat Anniya que segons se suposa, va crear una confederació política dels pobles (pre-armenis) de la frontera oriental dels hitites, formant un regne que anava del riu Iris (Ysehil Irmak) al llac Van i de la mar Negra a Ishuwa,que els historiadors anomenen Hayasa-Azzi. Alguns autors defensen que Azzi era una part del regne d'Hayasa ja des d'un principi.
Com que Mursilis ja havia derrotat el país d'Azzi una vegada, Anniya va decidir sorprendre l'exèrcit hitita de nit per agafar-lo desprevingut. Els espies van informar al rei hitita, que va posar en marxa l'exèrcit durant la nit envaint el territori, i de dia es desplaçaven més lentament. Quan la gent d'Azzi va veure això no va gosar atacar. Mentrestant Anniya havia entrat a la Terra Alta Hitita combatent sense descans, amb la intenció d'ampliar el territori del seu regne. Mursilis va atacar una a una les fortaleses del país, Aripsa un altre cop, que les seves tropes van saquejar, després Tukkama, que al veure al rei hitita es va rendir sense combatre, i quan Anniya va veure que les fortaleses anaven caient una a una es va espantar. Llavors el consell d'ancians del país es van presentar davant de Mursilis demanant que no destruís les seves terres, que els prengués com a esclaus i que regularment l'abastirien de tropes i de carros de combat. Mursilis va acceptar la seva submissió.
El país d'Azzi devia mantenir o recuperar la independència, perquè un rei d'Azzi encara es resistia als hitites durant el regnat de Tudhalias IV gairebé un segle després, entre els anys 1240/1230 aC. Després les notícies sobre Azzi desapareixen.